# Железнодорожный путевой пост № 48
№ 48 — железнодорожный путевой пост (населённый пункт) в Называевском районе Омской области России. Входит в состав Богодуховского сельского поселения.

## География
Населённый пункт находится в западной части Омской области, на расстоянии примерно 12 км к юго-востоку от города Называевск, административного центра района.

### Часовой пояс
Железнодорожный путевой пост № 48, как и вся Омская область, находится в часовой зоне МСК+3. Смещение применяемого времени относительно UTC составляет +6:00.

## История
Основан в 1913 году. В 1928 году населённый пункт состоял из 12 хозяйств, основное население — русские. В административном отношении находился в составе Масловского сельсовета Называевского района Омского округа Сибирского края.
В соответствии с Законом Омской области от 30 июля 2004 года № 548-ОЗ «О границах и статусе муниципальных образований Омской области» населённый пункт вошёл в состав образованного Богодуховского сельского поселения.

## Население
| 2002 | 2010 |
| ---- | ---- |
| 16   | ↘14  |

### Гендерный состав
По данным Всероссийской переписи населения 2010 года, в гендерной структуре населения из 14 человек мужчин — 8, женщин — 6 (57,1 и 42,9 % соответственно).

### Национальный состав
Согласно результатам переписи 2002 года, в национальной структуре населения русские составляли 100 % из 16 чел.

## Инфраструктура
Действовал железнодорожный путевой пост.